# 제46회 백상예술대상
제46회 백상예술대상은 2010년 3월 26일에 열린 시상식이다.

## 수상 및 후보

### 영화 대상
- 해운대 - 윤제균 수상

### 영화 작품상
- 국가대표 - 김용화 수상
- 해운대 - 윤제균
- 의형제 - 장훈
- 박쥐 - 박찬욱
- 마더 - 봉준호

### 영화 감독상
- 의형제 - 장훈 수상
- 해운대 - 윤제균
- 국가대표 - 김용화
- 파주 - 박찬옥

### 영화 시나리오상
- 의형제 - 장민석 수상
- 마더 - 봉준호
- 킹콩을 들다 - 박건용 외 1명
- 김씨 표류기 - 이해준
- 불신지옥 - 이용주

### 영화 신인감독상
- 작전 - 이호재 수상
- 똥파리 - 양익준
- 애자 - 정기훈
- 킹콩을들다 - 박건용
- 인사동 스캔들 - 박희곤

### 영화 남자최우수연기상
- 국가대표 - 하정우 수상
- 마더 - 원빈
- 의형제 - 강동원
- 거북이달린다 - 김윤석
- 김씨 표류기 - 정재영

### 영화 여자최우수연기상
- 내 사랑 내곁에 - 하지원 수상
- 마더 - 김혜자
- 박쥐 - 김옥빈
- 애자 - 최강희
- 파주 - 서우

### 영화 남자신인연기상
- 해운대 - 이민기 수상
- 똥파리 - 양익준
- 작전 - 김무열
- 국가대표 - 김지석
- 4교시 추리영역 - 유승호

### 영화 여자신인연기상
- 킹콩을 들다 - 조안 수상
- 하모니 - 강예원
- 전우치 - 선우선
- 반두비 - 백진희
- 똥파리 - 김꽃비

### 영화 남자인기상
- 이태원 살인사건 - 장근석 수상
- 마더 - 원빈
- 해운대 - 설경구
- 국가대표 - 하정우
- 의형제 - 강동원
- 의형제 - 송강호
- 김씨 표류기 - 정재영
- 거북이달린다 - 김윤석
- 7급 공무원 - 강지환
- 킹콩을 들다 - 이범수
- 작전 - 박용하
- 내 사랑 내곁에 - 김명민
- 해운대 - 이민기
- 거북이 달린다 - 정경호
- 차우 - 엄태웅
- 시크릿 - 차승원
- 백야행-하얀 어둠 속을 걷다 - 고수
- 마린 보이 - 김강우
- 슬픔보다 더 슬픈 이야기 - 권상우
- 주유소 습격사건 2 - 지현우
- 10억 - 박해일
- 집행자 - 윤계상
- 식객: 김치전쟁 - 진구
- 파주 - 이선균

### 영화 여자인기상
- 애자 - 최강희 수상
- 내 사랑 내곁에 - 하지원
- 박쥐 - 김옥빈
- 파주 - 서우
- 불꽃처럼 나비처럼 - 수애
- 김씨 표류기 - 정려원
- 거북이 달린다 - 선우선
- 잘 알지도 못하면서 - 고현정
- 불신지옥 - 남상미
- 전우치 - 임수정
- 7급 공무원 - 김하늘
- 오감도 - 신세경
- 굿모닝 프레지던트 - 한채영
- 시크릿 - 송윤아
- 백야행-하얀 어둠 속을 걷다 - 손예진
- 마린 보이 - 박시연
- 작전 - 김민정
- 청담보살 - 박예진
- 하모니 - 김윤진
- 키친 - 신민아
- 아빠가 여자를 좋아해 - 이나영
- 우리 집에 왜 왔니 - 강혜정
- 식객: 김치전쟁 - 김정은
- 킹콩을 들다 - 조안

### TV 대상
- MBC 선덕여왕 - 고현정 수상

### TV 작품상(드라마)
- KBS 아이리스 - 김규태 수상
- MBC 내조의 여왕 - 고동선 외
- MBC 선덕여왕 - 박홍균 외
- SBS 찬란한 유산 - 진혁
- 추노 - 곽정환

### TV 작품상(예능)
- MBC 지붕뚫고 하이킥 - 김병욱 외 수상
- MBC 무한도전 - 김태호
- MBC 세상을 바꾸는 퀴즈 - 원만식
- SBS 일요일이 좋다 - 패밀리가 떴다 - 장혁재 외
- KBS2 천하무적 토요일 - 천하무적 야구단 - 박태호

### TV 작품상(교양)
- MBC 아마존의 눈물 - 김진만 외 수상
- KBS2 다큐멘터리 3일 - 이제헌
- SBS 스페셜 '출세만세' - 남규홍
- SBS 스페셜 '생명의 선택' - 신동화
- MBC 휴먼다큐-사랑 - 유해진 외

### TV 연출상
- MBC 내조의 여왕 - 고동선 수상
- SBS 미남이시네요 - 홍성창
- MBC 선덕여왕 - 박홍균, 김근홍
- 아이리스 - 김규태, 양윤호
- MBC 지붕뚫고 하이킥 - 김병욱, 김영기, 조찬주

### TV 극본상
- 추노 - 천성일 수상
- MBC 내조의 여왕 - 박지은
- MBC 선덕여왕 - 김영현, 박상연
- MBC 탐나는도다 - 이재윤, 신재원, 이지향, 최이랑
- SBS 찬란한 유산 - 소현경

### TV 남자최우수연기상
- KBS2 아이리스 - 이병헌 수상
- KBS2 공부의 신 - 김수로
- SBS 카인과 아벨 - 소지섭
- MBC 내조의 여왕 - 윤상현
- KBS2 추노 - 장혁

### TV 여자최우수연기상
- MBC 내조의 여왕 - 김남주 수상
- KBS2 아이리스 - 김태희
- KBS2 아이리스 - 김소연
- MBC 선덕여왕 - 고현정
- SBS 찬란한 유산 - 한효주

### TV 남자신인연기상
- MBC 선덕여왕 - 김남길 수상
- SBS 찬란한 유산 - 이승기
- KBS2 공부의 신 - 유승호
- MBC 지붕뚫고 하이킥 - 윤시윤
- MBC 지붕뚫고 하이킥 - 최다니엘

### TV 여자신인연기상
- MBC 지붕뚫고 하이킥 - 황정음 수상
- KBS2 공부의 신 - 고아성
- MBC 탐나는 도다 - 서우
- MBC 지붕뚫고 하이킥 - 신세경
- SBS 그대 웃어요 - 이민정

### TV 남자예능상
- KBS2 개그콘서트 - 박성호 수상
- MBC 무릎팍도사 외 3작품 - 강호동
- KBS2 해피선데이 1박2일 외 1작품 - 이승기
- KBS2 해피선데이 1박2일 외 1작품 - 이수근
- KBS2 해피투게더3 외 3작품 - 유재석

### TV 여자예능상
- KBS2 개그콘서트 - 강유미 수상
- KBS2 개그콘서트 - 안영미 수상
- KBS2 개그콘서트 - 박지선
- SBS 일요일이 좋다 - 골드미스가 간다 - 송은이
- SBS 일요일이 좋다 - 패밀리가 떴다 - 이효리

### TV 신인연출상
- KBS2 공부의 신 - 유현기 수상
- 추노 - 곽정환
- SBS 가문의 영광 - 박영수
- SBS 드림 - 백수찬
- SBS 찬란한 유산 - 진혁

### TV부문 인기상
- SBS 찬란한 유산 - 이승기 수상
- MBC 신데렐라맨 - 윤아 수상
- MBC 선덕여왕 - 김남길
- MBC 친구,우리들의 전설 - 김민준
- MBC 아직도 결혼하고 - 김범
- KBS2 공부의 신 - 김수로
- 아이리스 - 김승우
- SBS 크리스마스에 눈이 올까요 - 고수
- SBS 스타일 - 류시원
- 가문의 영광 - 박시후
- SBS 카인과 아벨 - 소지섭
- 추노 - 장혁
- SBS 스타일 - 이용우
- 추노 - 오지호
- MBC 내조의 여왕 - 윤상현
- 아이리스 - 이병헌
- MBC 파스타 - 이선균
- 히어로 - 이준기
- KBS2 공부의 신 - 유승호
- SBS 천만번 사랑해 - 정겨운
- MBC 지붕뚫고 하이킥 - 최다니엘
- MBC 지붕뚫고 하이킥 - 윤시윤
- MBC 돌아온 일지매 - 정일우
- 아이리스 - 정준호
- MBC 맨땅에 헤딩 - 유노윤호
- SBS 미남이시네요 - 장근석
- MBC 친구,우리들의 전설 - 현빈
- SBS 그대 웃어요 - 정경호
- 아이리스 - 김태희
- 아이리스 - 김소연
- MBC 내조의 여왕 - 김남주
- SBS 스타일 - 김혜수
- MBC 선덕여왕 - 고현정
- KBS2 공부의신 - 고아성
- KBS2 천하무적 이평강 - 남상미
- MBC 선덕여왕 - 박예진
- SBS 찬란한 유산 - 한효주
- MBC 탐나는도다 - 서우
- MBC 지붕뚫고 하이킥 - 신세경
- MBC 내조의 여왕 - 선우선
- SBS 그대웃어요 - 이민정
- MBC 선덕여왕 - 이요원
- SBS 미남이시네요 - 유이
- KBS2 아가씨를 부탁해 - 윤은혜
- KBS2 공부의 신 - 지연
- MBC 지붕뚫고 하이킥 - 황정음
- KBS2 다줄거야 - 홍아름
- MBC 맨땅에 헤딩 - 고아라
- MBC 인연만들기 - 유진
- MBC 파스타 - 이하늬
- MBC 파스타 - 공효진
- KBS2 아가씨를 부탁해 - 문채원
- SBS 크리스마스에 눈이 올까요 - 한예슬

### 공로상
- 배삼룡 수상

### InStyle상
- 손예진 수상